# One Police Plaza
One Police Plaza o 1 Police Plaza (a menudo abreviado 1PP o OPP) es la sede del Departamento de Policía de Nueva York (NYPD). El edificio está situado en Park Row en el Centro Civico de Manhattan, cerca del Ayuntamiento de Nueva York y el Puente de Brooklyn.

## Descripción
1 Police Plaza es un edificio brutalista de planta rectangular y tiene una pirámide invertida en la elevación en su último piso, está orientado horizontalmente, diseñado por Gruzen y Asociados en 1973. En 2011 se terminó una ampliación de 2000 m².
Ubicado en el octavo piso de 1 Police Plaza es el Real Time Crime Center, una red de computadoras anti-crimen que es esencialmente un motor de búsqueda más amplio y almacenamiento de datos operada por detectives para ayudar a los oficiales en el campo con sus investigaciones.
La Brigada de Caso Mayor y la Unidad de Respuesta de Asistencia Técnica también se encuentran en 1PP.